# جرالد فینبرگ
 جرالد فینبرگ (انگلیسی: Gerald Feinberg؛ زاده ۲۷ مهٔ ۱۹۳۳ - درگذشته ۲۱ آوریل ۱۹۹۲) یک فیزیک‌دان اهل ایالات متحده آمریکا بود.